# Coons-Fläche

Coons-Fläche zu einem kurvierten Viereck

Eine Coons-Fläche (engl.: Coons patch) ist in der Geometrie ein Flächenstück, das die vier Randkurven eines gekrümmten räumlichen Vierecks interpoliert. Sie findet in der geometrischen Datenverarbeitung (CAD) Verwendung, um aus vielen Flächenstücken (patches) eine größere Fläche zusammenzusetzen. Die Methode wurde 1967 von Steven Anson Coons eingeführt.

## Beschreibung der Methode
Problem
Gegeben: Die Randkurven eines viereckigen Flächenstücks:
{\displaystyle {\mathbf {x} }_{1}={\mathbf {x} }(u,0)\ ,\ {\mathbf {x} }_{2}={\mathbf {x} }(u,1)\ ,\ {\mathbf {x} }_{3}={\mathbf {x} }(0,v)\ ,\ {\mathbf {x} }_{4}={\mathbf {x} }(1,v)\ ,\ u,v\in [0,1]\;.}
Gesucht: Eine Fläche {\displaystyle {\mathbf {x} }={\mathbf {x} }(u,v)}, die die vier Kurven interpoliert.
Methode von Coons
Die Regelfläche
{\displaystyle {\mathbf {r} }_{1}=(1-v)\;{\bf {x}}(u,0)\;+v\;{\bf {x}}(u,1)\ } interpoliert die beiden Kurven {\displaystyle \ {\mathbf {x} }_{1}={\mathbf {x} }(u,0)\ ,\ {\mathbf {x} }_{2}={\mathbf {x} }(u,1)\ } und
{\displaystyle {\mathbf {r} }_{2}=(1-u)\;{\bf {x}}(0,v)\;+\;u\;{\bf {x}}(1,v)\ } interpoliert die Kurven {\displaystyle \ {\mathbf {x} }_{3}={\mathbf {x} }(0,v)\ ,\ {\mathbf {x} }_{4}={\mathbf {x} }(1,v)}.

Bilineare Coons-Flächen-Erzeugung

Jede dieser Regelflächen interpoliert also immer nur zwei der vier Randkurven. Die Idee von Coons besteht nun darin, der Summe der beiden Parameterdarstellungen einen möglichst einfachen Korrekturterm  {\displaystyle {\bf {r}}_{12}(u,v)} hinzuzufügen, sodass die Fläche
- {\displaystyle \ {\mathbf {x} }={\bf {r}}_{1}(u,v)+{\bf {r}}_{2}(u,v)-{\bf {r}}_{12}(u,v)}

alle vier Kurven interpoliert. Man rechnet leicht nach, dass
{\displaystyle {\mathbf {r} }_{12}=(1-u){\big (}(1-v){\mathbf {x} }(0,0)+v{\mathbf {x} }(0,1){\big )}\ +\ u{\big (}(1-v){\mathbf {x} }(1,0)+v{\mathbf {x} }(1,1){\big )}}
diese Forderungen erfüllt. Die Korrekturfläche ist das hyperbolische Paraboloid durch die vier Eckpunkte.
Aufgrund der Bilinearität der Korrekturfläche nennt man die so konstruierte Coons-Fläche auch bilineare Coons-Fläche.
In der Praxis werden einzelne Flächenstücke zusammengesetzt. Bilineare Coons-Flächen garantieren dann allerdings nur einfache Stetigkeit der Gesamtfläche. Um Tangentialebenenstetigkeit ({\displaystyle G^{1}}-Stetigkeit) zu erreichen, verwendet man bikubische Coons-Flächen.